# Søgne

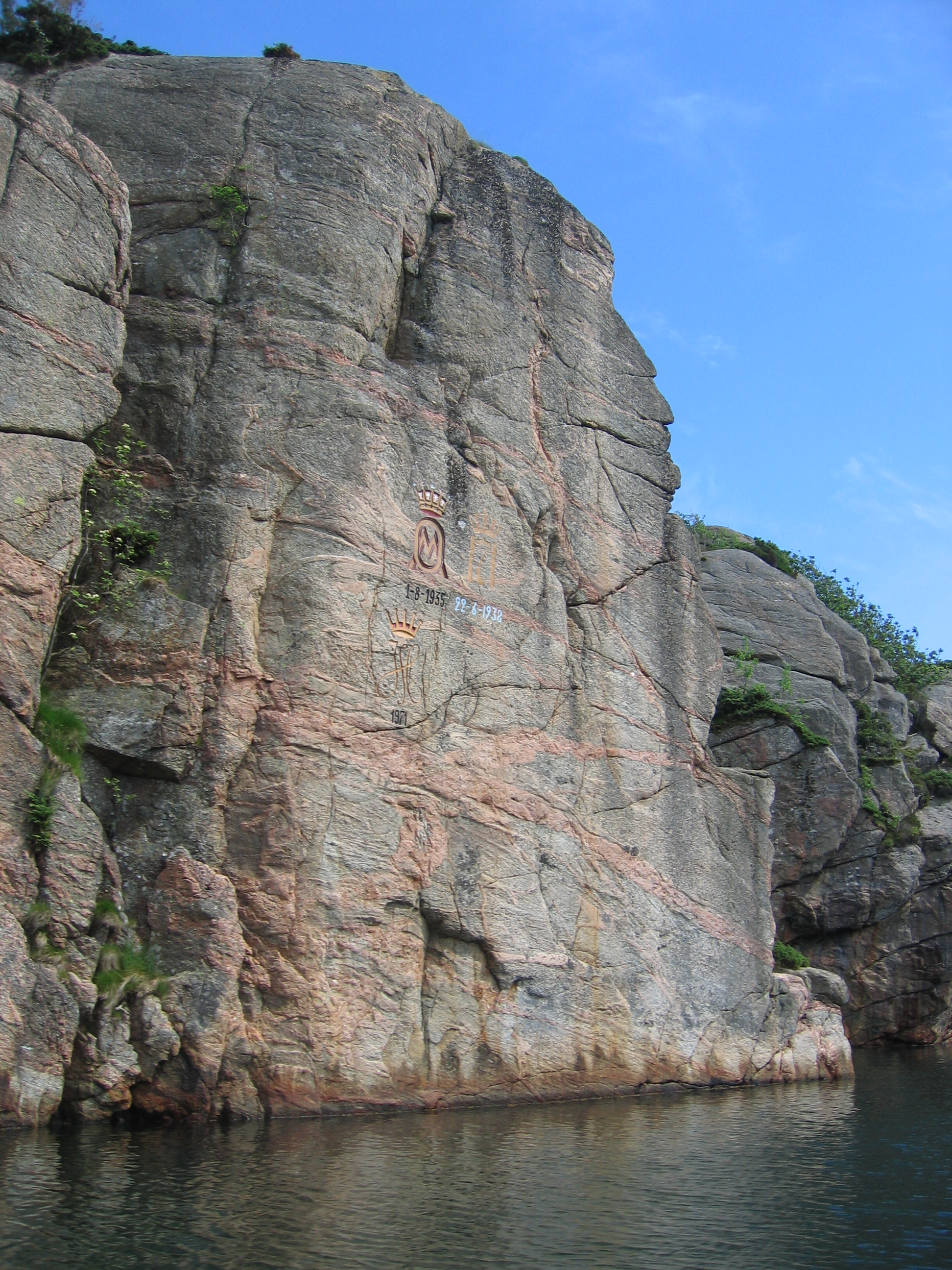
Ny-Hellesund

Søgne was een gemeente in de voormalige Noorse provincie Vest-Agder. Per 1 januari 2020 werd de gemeente toegevoegd aan Kristiansand, de hoofdstad van de nieuwe provincie Agder.
Søgne ligt aan de kust, en grenst aan Mandal (W), Marnardal (NW), Songdalen (NO) en Kristiansand (O). De gemeente telde 11.005 inwoners op 1 januari 2014. Søgne is tegenwoordig vooral een forenzengemeente voor mensen die in Kristiansand werken. Beide plaatsen zijn verbonden door de E39, die uitgebouwd werd tot autosnelweg. Søgne wordt per 1 januari 2020 opgeheven als gemeente en samengevoegd met Kristiansand.

Ten zuiden van de dorpskern Tangvall ligt Høllen van waaruit een veerboot gaat naar de eilandengroepen Ny-Hellesund en Borøya.

## Søgne gamle kirke
Søgne gamle kirke (Søgne oude kerk), in het lokale dialect vaak "Gamlekjerka" genoemd, stamt uit 1640. Aangenomen wordt dat op dezelfde plek eerder een kerk heeft gestaan, naar bronnen uit 1344.

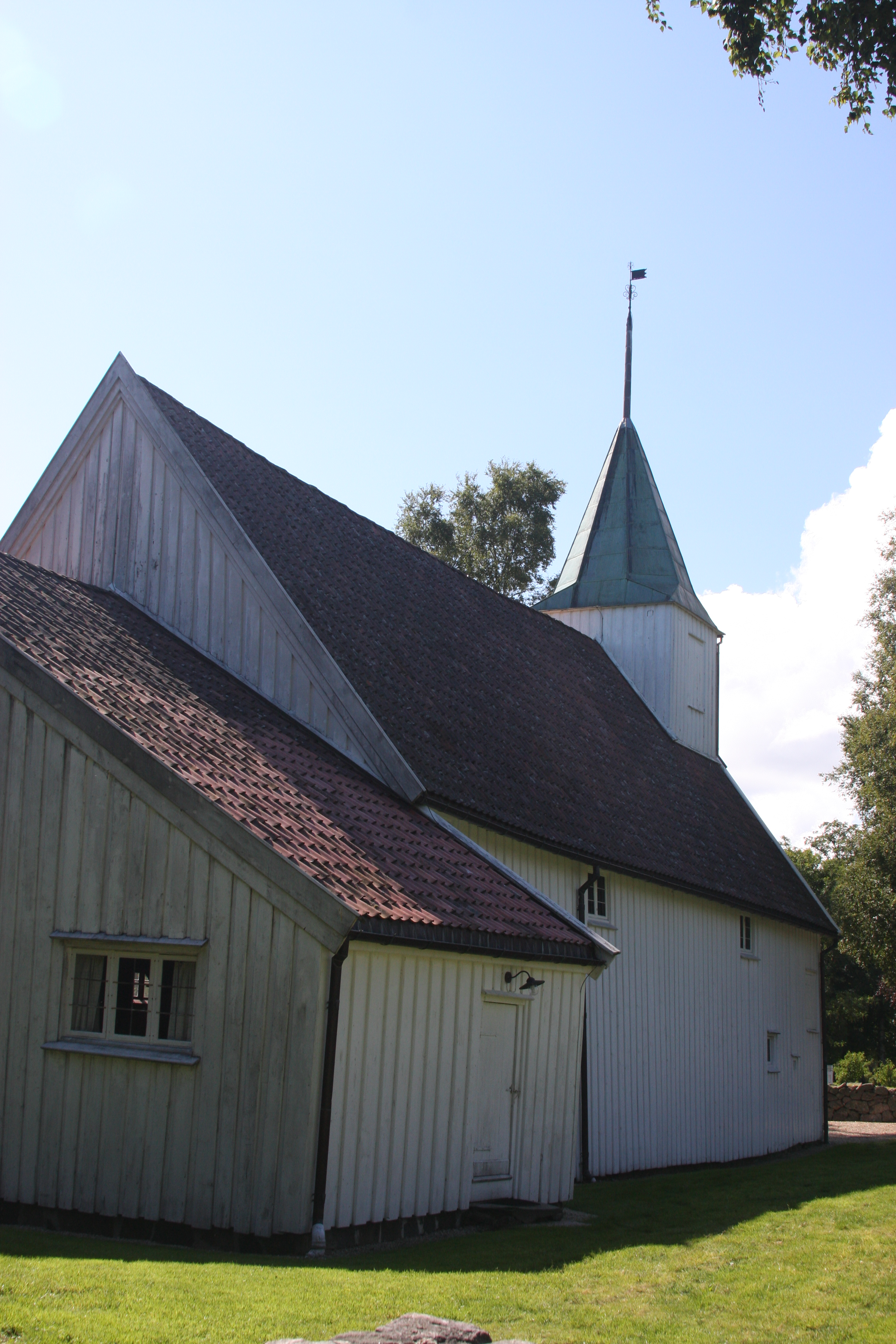
Gamle kirke, exterieur
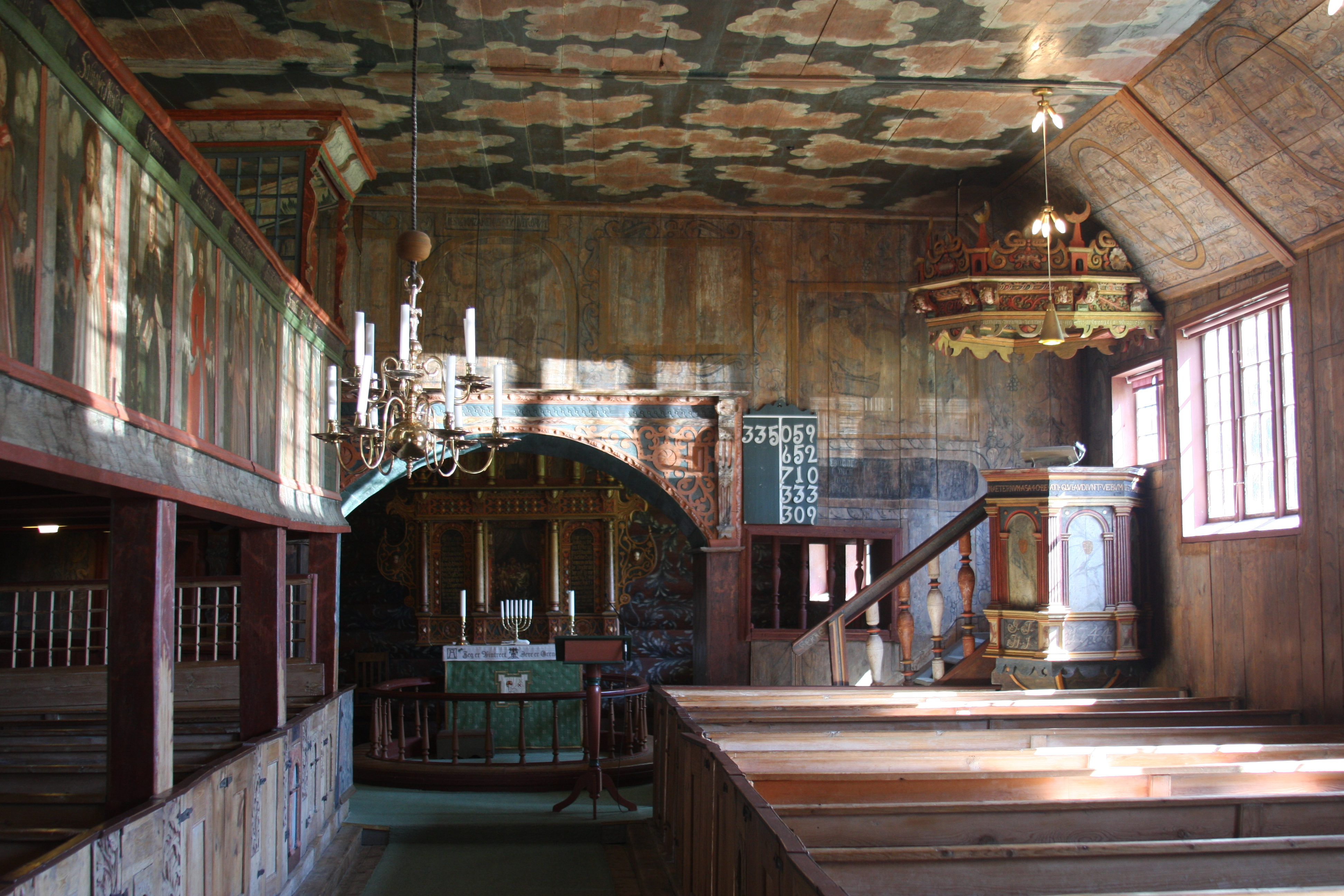
Gamle kirke, interieur
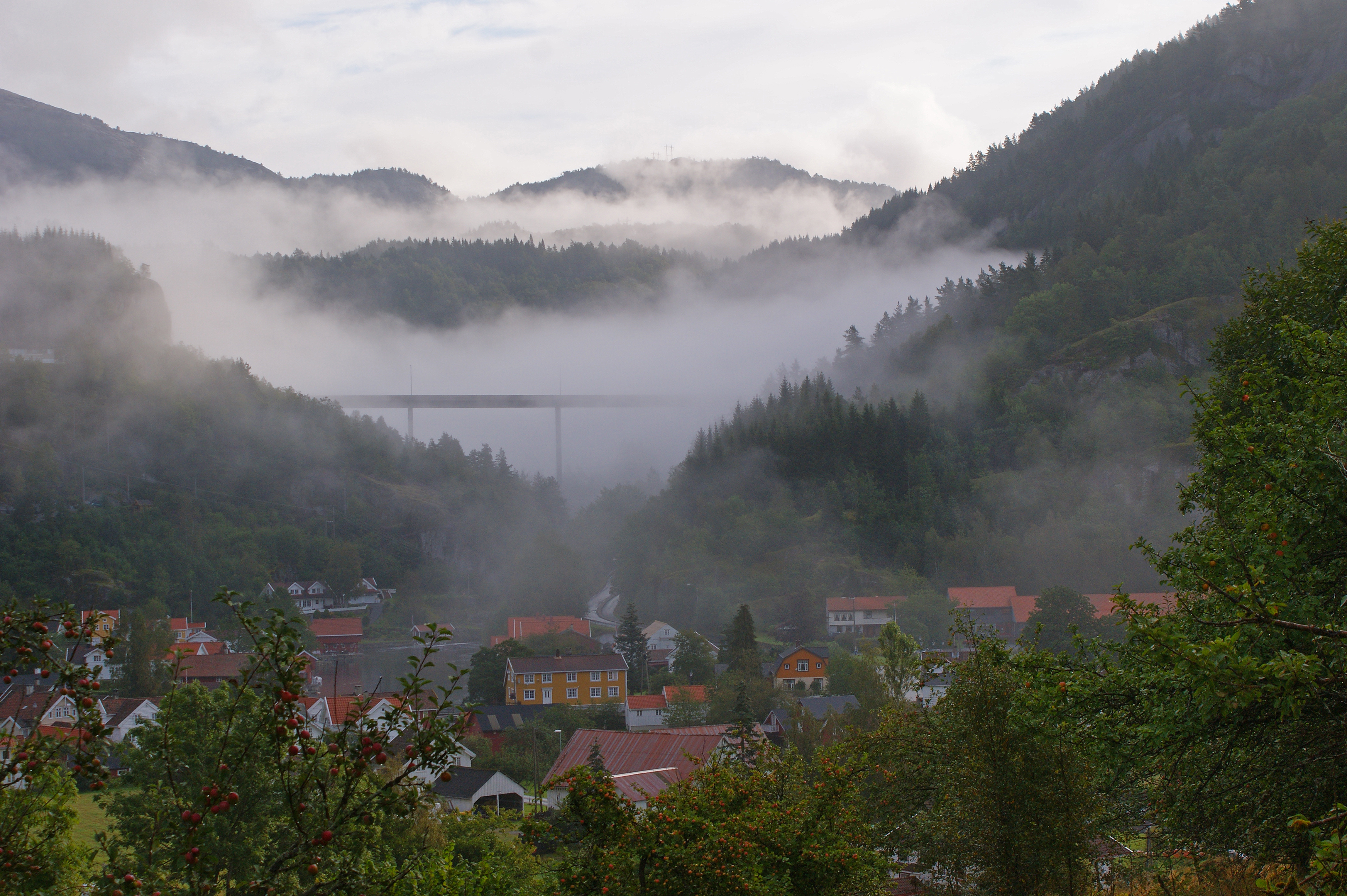
Landschap met viaduct E37
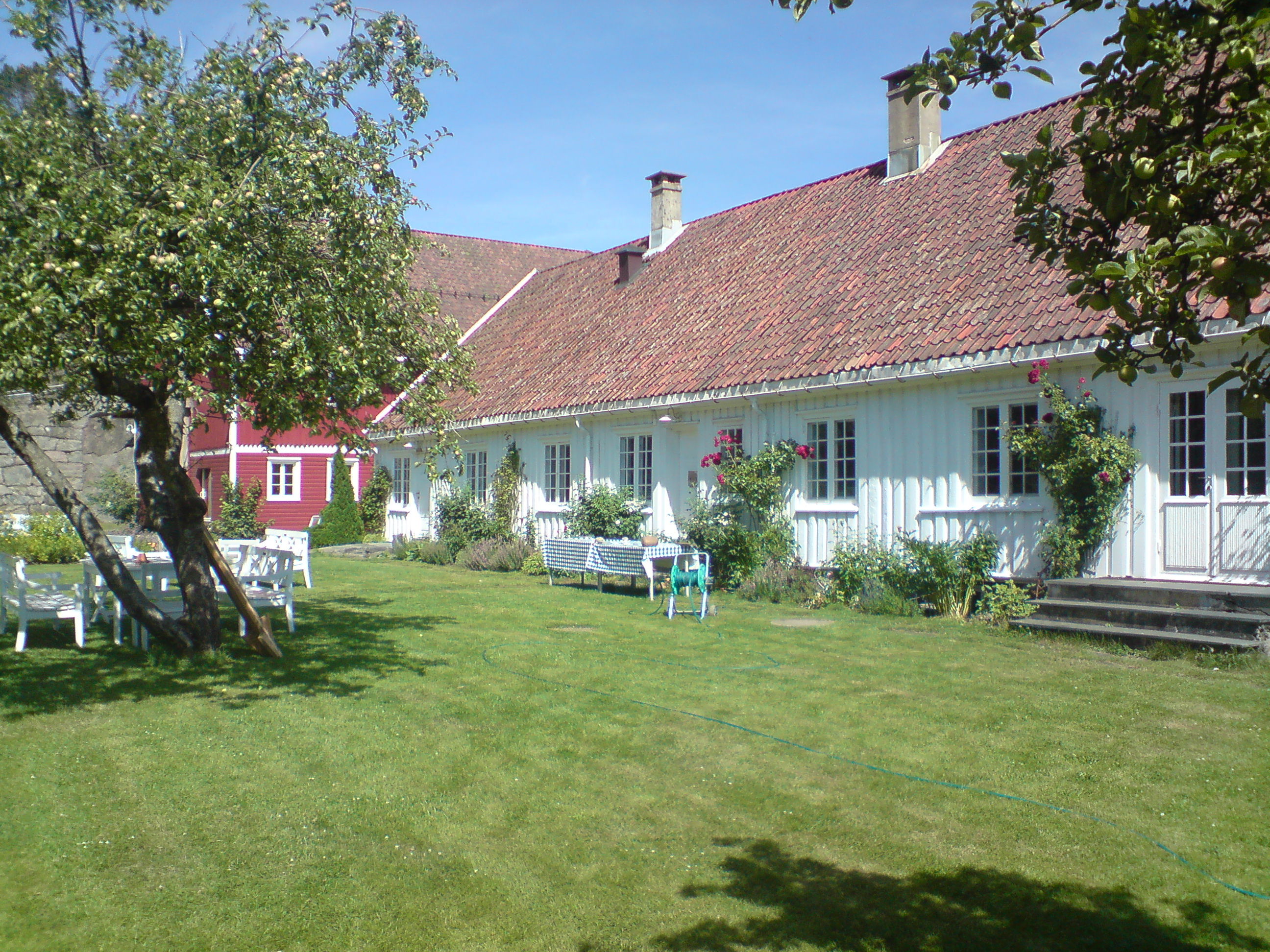
Gamle prestegård

Åseral · Audnedal · Farsund · Flekkefjord · Hægebostad · Kristiansand · Kvinesdal · Lindesnes · Lyngdal · Mandal · Marnardal · Sirdal · Søgne · Songdalen · Vennesla

Gemeenten in de provincie bij de opheffing op 1 januari 2020